# Municipio de Talpa de Allende
El municipio de Talpa de Allende es uno de ciento veinticinco municipios que componen al estado de Jalisco, México. Se localiza al oeste del estado, en la región Costa Sierra Occidental; a 190 kilómetros al oeste de la capital estatal: Guadalajara. Su nombre significa "Sobre la Tierra", su extensión territorial es de 2685 km². Según el II conteo de población y vivienda, el municipio tiene 13 612 habitantes y se dedican principalmente al sector terciario.

## Toponimia
Talpa proviene de los vocablos náhuatl "Tlalli" (tierra) y "Pan" (encima o sobre); por lo tanto, significa: "Sobre la Tierra". En 1885 se le añadió "de Allende" en honor a Ignacio Allende.

## Historia
Fue capital del cacicazgo de Tlallipan (Tlalipan). Habitó el lugar una tribu de origen náhuatl. Hacia 1532 Nuño de Guzmán comenzó a mandar exploradores a estas tierras desde la Villa del Espíritu Santo de la Mayor España, hoy Tepic, Nayarit, y fue entonces cuando los moradores quedaron sujetos a la Corona española. Cuando Nuño de Guzmán abandonó Nueva Galicia, repartió los dominios entre sus más esforzados capitanes Juan y Cristóbal de Oñate, Juan Fernández de Hijar, tocándole a este último Tlallipan. Entró pacíficamente al poblado hacia 1540. A la llegada de los peninsulares, Talpa se encontraba en lo que ahora se conoce como Barrio Alto, al sureste de la actual población.
En 1599, al establecerse los ricos minerales de Aranjuez, se avecindaron las primeras familias españolas. Fue así como por un decreto de la Real Audiencia de Guadalajara vio la luz primera el pueblo que recibió el título de Santiago de Talpa. 
Ya en el siglo XIX los talpeños no aceptaron la Constitución Federal de 1857, por lo que Remigio Tovar se levantó en armas, adhiriéndose al partido conservador. El general Juan Nepomuceno Rocha lo derrotó en el Cerro de los Ocotes y le causó 7 bajas. Talpa resultó un acogedor refugio para los políticos influyentes cuando Guadalajara cayó en poder de los conservadores. Fue asimismo una especie de cuartel general de las tropas gobiernistas que entraban y salían sin encontrar resistencia alguna, durante esta época en que se escenificaban encuentros y refriegas entre los dos bandos y de inestabilidad política, surge por estos rumbos el coronel Antonio Rojas, quien recibió la encomienda de pacificar la región y de combatir a Remigio Tovar, quien tenía como centro de operaciones la plaza de Mascota. Rojas, por sus instintos piromaníacos y su gran crueldad recibió pronto el mote de “El Nerón de Jalisco”.
El 8 de noviembre de 1871 Porfirio Díaz proclamó el Plan de La Noria y se levantó en armas, siendo derrotado por el general Alatorre. Después de abandonar la Ciudad de México, permaneció algunas semanas en Talpa disfrazado de fundidor de campanas. Durante la Revolución el poblado se fortificó de los ataques carrancistas integrando una junta general de vecinos y formando un cuerpo de defensa local que vigiló la plaza; pero el 23 de junio de 1913 se presentó el jefe carrancista Santos Arreola a pedir la rendición, pero el mal tiempo los obligó a huir.
En 1844 se establece ayuntamiento; el 30 de abril de 1871 se forma un departamento comprendiendo las municipalidades de Talpa y Tomatlán, siendo Talpa la cabecera. De 1825 a 1844 perteneció al 6° cantón de Autlán de Navarro. El 18 de septiembre de 1885 por decreto número 155 el poblado fue elevado a la categoría de villa con el nombre de Talpa de Allende en honor del jefe insurgente Ignacio Allende.

## Geografía física

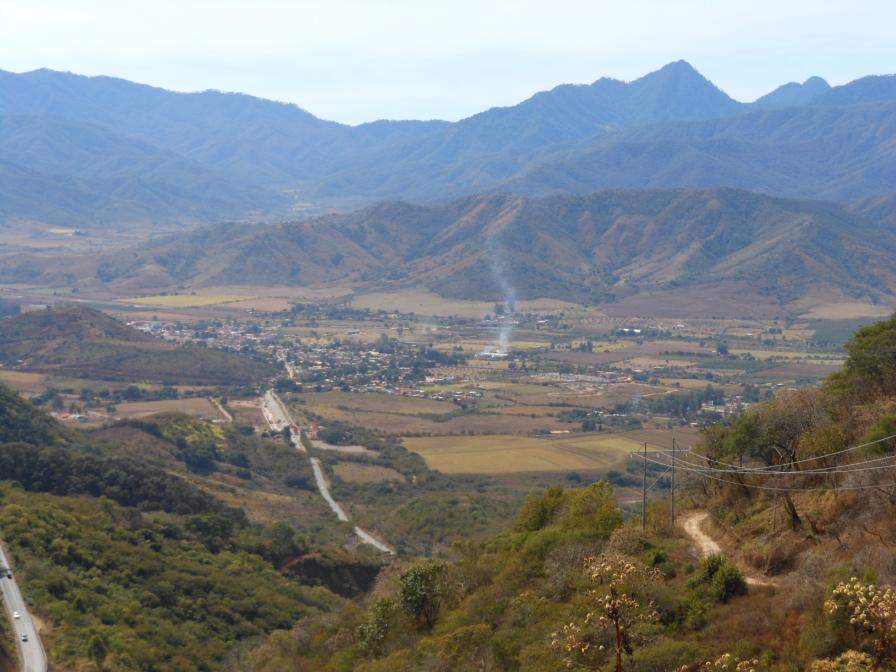
Talpa de Allende.

### Ubicación
Talpa de Allende se encuentra al oeste del estado de Jalisco, dentro de las coordenadas extremas 20°5′0″ a 20°30"55" de latitud norte y de los 104°42′30″ a los 105° 13’ 25" de longitud oeste; a una altitud de 1134 metros sobre el nivel del mar.
El municipio colinda al norte con los municipios de Puerto Vallarta y Mascota; al este con Mascota, Atenguillo, Cuautla y Tomatlán; al sur con el municipio de Tomatlán; al oeste con el municipio de Cabo Corrientes.

### Orografía
En general su superficie está conformada por zonas accidentadas (77%) formadas por alturas que van de los 2.100 a los 2.500 metros sobre el nivel del mar. Las zonas semiplanas (13%) se localizan en el sur de la cabecera municipal, con alturas que van de los 600 a los 1300 m s. n. m. Las zonas planas (10%) que se localizan en el noroeste de la cabecera municipal, están formadas por alturas de los 1200 m s. n. m.

#### Suelo
El territorio está constituido por terrenos de período terciario. La composición de los suelos es de tipos predominantes castaño chesnut, así como de los amarillos laterítico, prainearoso y suelo rojizo, y café rojizo de bosque. El municipio tiene una superficie territorial de 227.952 hectáreas, de las cuales 15,375 son utilizadas con fines agrícolas, 31.128 en la actividad pecuaria, 176.987 son de uso forestal, 283 son suelo urbano y 2.078 hectáreas tienen otro uso, no especificándose el uso de 2.101. En lo que a la propiedad se refiere, una extensión de 169.637 hectáreas es privada y otra de 56.214 es ejidal; no existiendo propiedad comunal. De 2.101 hectáreas no se especifica tipo de propiedad.

### Geología
Talpa de Allende contiene una diversidad de rocas las cuáles son: ígneas tobas, ígneas granito, ígneas extrusivas, sedimentaria caliza lutita, sedimentaria arenisca conglomerado, sedimentaria conglomerado y brecha, metamórfica exquisito.
Dicho municipio tiene terrenos del periodo cuaternario, los suelos hechos por: aluviales, litoral, roca sedimentaria, entre otros. En el periodo terciario hecho por rocas ígneas, basalto, andesita, toba, etc. Y por último en el periodo Cretácico hecho de rocas ígneas intrusivas, diorita, gabro, diabasa, entre otras.

### Hidrografía
Sus recursos hidrológicos son proporcionados por los ríos: Talpa, San Nicolás, Cuales, San José y Bramador; por los arroyos: Desmoronado, La Quebrada, Las Palomas, El Corazón, Toledo, Camacho, Gran Juez y Los Lobos, entre los más representativos. También tiene manantiales que abastecen de agua a algunas localidades.

### Clima
El clima es húmedo, con invierno y primavera secos, y semicálido, sin cambio térmico invernal bien definido. La temperatura media anual es de 21,3 °C, con máxima de 29,5 °C y mínima de 13,2 °C. El régimen de lluvias se registra entre los meses de junio y julio, contando con una precipitación media de 1.002,9 milímetros. El promedio anual de días con heladas es de 27,5. Los vientos dominantes son en dirección del sur.

## Flora y fauna
Su vegetación se compone básicamente de pino, oyamel, roble, fresno y nogal; en las partes bajas semitropicales hay havillo, capomo, parota, primavera, rosa morada y cedro. También hay una zona protegida de arce; cuya existencia es originaria de Canadá y solo se encuentra en ese país.
En el municipio se localiza un bosque mesófilo con arce (Acer binzayedii). Binzayedii hace referencia a la fundación de Catar MBZ que patrocinó la investigación científica que determinó que la especie en Talpa es única en el mundo, lo que hace muy especial a este bosque de arce. 
El 30 de enero de 2016, el Gobierno del Estado de Jalisco a través de la Secretaría de Medio Ambiente y Desarrollo Territorial anunció la creación de un Área Natural Protegida Parque Estatal Bosque de Arce publicado en la Sección V del Periódico Oficial El Estado de Jalisco.
El venado, el puma, la ardilla, la peluda, el conejo, y aves de diferentes tipos pueblan esta región.

## Contaminación ambiental[8]
Cada año en promedio tiene 19 incendios forestales, en su mayoría por descuidos, los cuales destruyen árboles y vegetación y contaminan el aire ocasionando daño a los pobladores.

### Erosión de suelos
La pérdida de suelo es una de las causas más notable en este municipio por diversas razones; la más común es la deforestación ya que su práctica cultural por los campesinos y agricultores los lleva a la roza, tumba y quema, para establecer cuamiles en los cuales se cultiva maíz. Además, de que la zona cuenta con terrenos accidentados que con el deslave por el agua causa la pérdida de la superficie de suelo hasta dejarlo inservible.

### Deforestación
La deforestación en el municipio se origina por la falta de vigilancia, sumándose a esto la tala clandestina, explotación irracional de aserraderos, escasez de agua, y la degradación de los suelos.

### Contaminación hídrica
Los pesticidas y herbicidas, son uno de los problemas al hablar de contaminación del agua, ya que son llevados hasta los ríos por la lluvia, los desechos de la población en donde se pueden encontrar aguas negras, peligrosos ácidos, materias fecales, animales muertos, detergentes y jabones no biodegradables y basura orgánica e inorgánica, cuyos residuos contamina. Además, los campos pierden fecundidad por abuso de las técnicas agrícolas. Representando ya un problema de gran importancia para este municipio, pues mucha de esta agua se destina para el consumo humano o para el riego de los cultivos.

## Residuos peligrosos
El municipio presenta una liberación constante de estos residuos provenientes principalmente de la ganadería, la agricultura y desechos humanos: excremento, fertilizantes, agroquímicos lixiviados a los mantos freáticos, arrastrados al agua, algunas granjas están conectadas a la red pública, otros por el arrastre de la lluvia y unos más por el uso de fosas. Otro tipo de residuos depositado al ambiente viene siendo las aguas negras provenientes de áreas urbanas, los tiraderos de basura están presente en todo el territorio, el aceite automotriz y de maquinarias agrícolas e industriales derramado en el suelo, agua o quemado, las baterías domésticas y de automóviles dejadas en el campo, los envases de agroquímicos tirados por doquier. Es preocupante que los índices van aumentando, pero se necesita implementar campañas de concientización cultural para el manejo de los residuos, la basura, agroquímicos y no existe recurso suficiente para infraestructura de reciclaje o centros de acopio, los acaparadores foráneos son los que vienen a llevarse plástico, vidrio, papel, cartón, metal, baterías, etc. Pudiendo el municipio administrar ese tipo de potencial y así ayudar a la disminución de estos desechos tóxicos. Para los residuos sólidos peligrosos generados no existe a nivel municipal una estrategia de manejo adecuado de los desechos que son depositados en tiraderos a cielo abierto en la mayoría de las localidades del municipio ya que solo en la cabecera municipal y las localidades de Ocotes, Cabos, Cañada y Zapotes se presta un servicio similar al que tienen los habitantes de la cabecera municipal. Por otra parte, tampoco se cuenta con un tiradero para llantas que reúna las normas mínimas ambientales, situación que también se presenta con los residuos generados por los talleres mecánicos. Estas situaciones en su conjunto han contribuido a la generación de una compleja problemática tanto ecológica como socio-administrativa que debe ser atendida. En el génesis de ésta problemática como en tantas otras se tiene de una parte la falta de recursos suficientes para abocarse a su solución aunque de la otra también se lamenta la falta de conciencia ecológica de la población que no se muestra dispuesta a participar con su esfuerzo a la superación de una situación originada desde allí. Por lo tanto es imperativo, responder de manera urgente y en donde sea necesario para abatir esta situación en el municipio.

## Demografía

### Localidades
En el censo de 2020 el municipio de Talpa de Allende contaba con 147 localidades.
| Código INEGI      | Localidad         | Población (2020) |
| ----------------- | ----------------- | ---------------- |
| 140840001         | Talpa de Allende  | 10 112           |
| Otras localidades | Otras localidades | 4 885            |
| Total municipal   | Total municipal   | 14 997           |

## Economía
El 37,30% de los habitantes se dedica al sector primario, el 21,11% al sector secundario, el 38,32% al sector terciario y el resto no se específica. El 33,59% se encuentra económicamente activa. Las principales actividades económicas son: agricultura, ganadería, silvicultura y servicios.

### Agricultura
La agricultura que hay en el municipio es temporal y se tiene un pequeño riego; se siembra frijol, sorgo, maíz, evo, alfalfa, café etc.
Dónde se encuentra máxima superficie agrícola, es en el Valle de Talpa que se encuentran las rancherías las cuáles son; Los Espinos, Casas Altas, Talpa, Cañada, Sapotes, La Quesería, cabos, entre otros más.
El maíz es el cultivo que se produce más en el municipio por el valor de su alimentación, los cuales se usan pastos mejorados para la alimentación del ganado y el pastoreo.
La agricultura comercial del Valle de Talpa, hay en torno de 3000 hectáreas cultivadas que tiene 3,5 toneladas por dicha hectárea.
Zonas retiradas del municipio dónde se siembra “coamil”, hay en torno de 3500 hectáreas que tiene 1,5 toneladas por hectáreas. Se siembra 15 750 toneladas de maíz, 2000 toneladas de forraje, siempre y cuando sea favorable para siembra.

#### Zona Cabos- Cañadas
Se conforma de un terreno de 360 hectáreas se riegan con agua del río de Talpa. Las cosechas más importantes son el frijol, maíz, pastos mejorados.

#### Zona la Cuesta
Se encuentra en la región Cuesta, los cultivos son frijol, café, diversas frutas. El riego no se tiene tecnificada porque hay variedad de arroyos.
- Ganadería: se cría ganado bovino, porcino, ovino, equino y caprino. Además de aves y colmenas.
- Industria: se elaboran productos artesanales y productos comestibles.
- Turismo: posee atractivos arquitectónicos, artesanales y naturales.
- Comercio: cuenta con restaurantes, mercado y pequeñas tiendas. Predomina la venta de productos de primera necesidad y los comercios mixtos que venden artículos diversos.
- Explotación forestal: se explota el cedro, nogal y barcino.
- Pesca: existen especies como bagre, trucha, mojarra, lobina y langostino.
- Servicios: se prestan servicios financieros, profesionales, técnicos, comunales, turísticos, sociales, personales y de mantenimiento.

### Minería
Talpa de Allende se considera zona minera, hubo una planta que se capacitaba el fomento minero, que se dominaba Cuale, la compañía minera Zimapán, S.A.,  Aranjuez, Cuale, Concepción de Bramado, El Rubí, y hay unas existentes que no tienen tanto valor, la inmensa zonas mineras sin clasificar, las cuales no son explotados. El primordial mineral que se llegó a explotar fue el oro, plata, zinc, plomo y el cobre.

#### Mina del El Cuale
Mina El Cuale, Zimapán, S.A de C.V., se localiza en la zona más alta de las montañas, en 1980 era una unidad operativa. Se explotó cinco años de yacimientos volcánicos que denomina el mineral del Zinc, en la actualidad ya no se opera porque en 1992 se realizó a despedir a los trabajadores.

#### Mina del Rubí
Al terminar una serie de estudios en Talpa de Allende, se comprobó que existía variedad de metales por lo cual se tenía un acuerdo de que se iniciaría una extracción. En 1966 se inició excavaciones que se levantaría una gran mina que ayudaría la compañía Zimapán, S.A de C.V., Unidad Amaltea A.P. N 2. Duro 13 años el trabajo de construcción y extracción en la mina del Rubí, entre los años 1966 a 1979, y solo permanece una laguna de residuos tóxicos.

#### Mina de Aranjuez
A partir de 1540 se comenzó a encontrar sus ricos yacimientos, en 1847, El señor Domingo Segoviano, fue ingeniero español originario de Aranjuez, España. La mina fue descubierta por José de Alarcón. En 1965 a 1972 la compañía de Fresnillo trabajó, lo cual se apreció el reducido las reservas mineras el material que se retiraba se trasladaba al Rubí.

## Gobierno
Su forma de gobierno es democrática, depende del gobierno estatal y federal; se realizan elecciones cada 3 años, en donde se elige al presidente municipal y su gabinete. El Presidente Municipal es el C. Martín Eduardo Guzmán Peña, PRI.
El municipio cuenta con 178 localidades, siendo las más importantes: Talpa (cabecera municipal), Ocotes, La Cuesta, Cabos, La Cañada, Desmoronado y El Cuale.

## Infraestructura
- Educación

El 90,88% de la población es alfabeta, de los cuales el 29,56% ha terminado la educación primaria. El municipio cuenta con 19 preescolares, 43 primarias, 10 secundarias y dos bachilleratos.
- Salud

La atención a la salud es atendida por el centro de salud, el cual es asesorado por la Secretaría de Salud y depende de la jurisdicción sanitaria n.º 8 con sede en Puerto Vallarta. Además el Instituto Mexicano del Seguro Social y médicos particulares prestan sus servicios. El Sistema para el Desarrollo Integral de la Familia (DIF) se encarga del bienestar social.
- Deporte

Cuenta con centros deportivos, en los que se practica: fútbol (balompié), frontenis y voleibol. Además cuenta con centro culturales, teatro, lienzo charro, plaza, parques, jardines y biblioteca.
- Vivienda

Cuenta con 3.266 viviendas, las cuales generalmente son privadas. El 89,71% tiene servicio de electricidad, el 68,74% tiene servicio de drenaje y agua potable. Su construcción es generalmente a base de ladrillo, concreto y tabique.
- Servicios

El municipio cuenta con servicios de agua potable, alcantarillado, alumbrado público, mercados, rastro, cementerios, vialidad, aseo público, seguridad pública, tránsito, parques, jardines y centros deportivos.
El 79,4% de los habitantes disponen de agua potable; en alcantarillado la cobertura es del 71,5% y en el servicio de energía eléctrica el 85,4%.
- Medios y vías de comunicación

Cuenta con servicio de fax, telégrafo, teléfono, radio, televisión, Internet y servicio de radiotelefonía. El transporte se efectúa a través de la carretera Guadalajara-Puerto Vallarta. Cuenta con una red de carreteras rurales que comunican las localidades. Hay autobuses públicos. Cuenta con un pequeño aeropuerto que tiene vuelos a Puerto Vallarta, San Sebastián del Oeste y a Guadalajara. Las principales aerolíneas que operan son: Aerotaxis de la Bahía y Transportes Aéreos de Nayarit.

## Demografía
Según el II conteo de población y vivienda, el municipio tiene 13 612 habitantes, de los cuales 6703 son hombres y 6909 son mujeres; el 0.36% de la población son indígenas. Se espera que para el año 2010 la población sea de 4786 habitantes.

### Religión
El 90,60% profesa la religión católica, el 7,36% es creyente de los testigos de Jehová, también hay protestantes y creyentes de otras religiones. El 0,28% de los habitantes ostentaron no practicar religión alguna.
Para el culto religioso cuenta con la basílica de Nuestra Señora del Rosario, la Parroquia del Señor San José y capillas en las localidades.

## Cultura

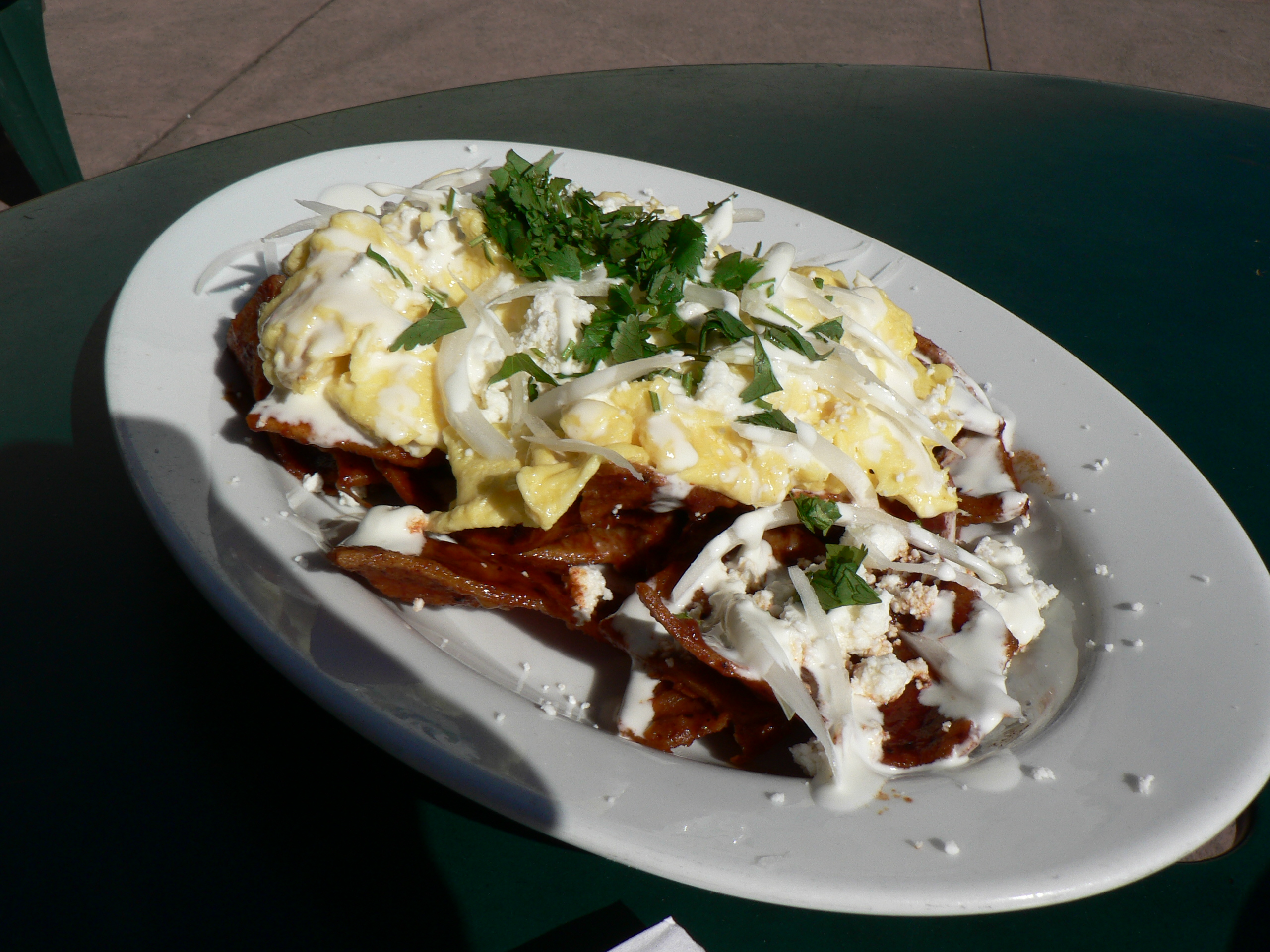
chilaquiles.

- Pintura: destacan el mural "El Milagro de la Renovación de la Imagen de la Virgen del Rosario" y el mural de la Santísima Trinidad.

- Artesanía: se trabaja el chilte (Achras Sapota), con el cual realizan canastas, muebles, ollas, cántaros, jarros, jarrones, cazuelas y comales. También se elaboran huaraches, cinturones y monturas.

- Trajes típicos: el traje de charro para el hombre y la china poblana para la mujer.

- Gastronomía: Birria, pozole, tamales, tostadas de pollo, gorditas, carne con chile de tomate de milpa y chilaquiles; en dulcería destacan el rollo y cuero de guayaba, jalea, cajeta, orejones, sancocho, guayabas pasadas, higos, bolitas de leche, huesillos de leche y tirilla de mango; de sus bebidas el rompope y el ponche de diversas frutas como durazno, nance, capulín, piña, guayaba y granada.

| - Escultura: Las esculturas más importantes son: - Monumento al Peregrino. - Monumento a Cristo Rey. - La imagen de Nuestra Señora del Rosario de Talpa, elaborada por indios tarascos en 1530. - La escultura de un Niño Dios, traído de Roma, data del año de 1700. - La escultura del señor San José, data de 1867. | - La escultura de San Juan Nepomuceno. - La escultura de la Purísima Concepción, data del siglo XIX. - La escultura El Calvario. - Busto del párroco Antonio Corona Ramírez, - Monumento a José María Morelos y Pavón. - Monumento a Miguel Hidalgo y Costilla. |

### Curiosidades
- En el libro de Juan Rulfo, El llano en llamas, uno de los cuentos hace referencia a Talpa: "[...] Aunque sabía que Talpa estaba lejos y que tendríamos que caminar mucho debajo del sol de los días y del frío, de las noches de marzo [...]".
- Aquí se filmó la película "Talpa", la cual está basada en el libro de Juan Rulfo.

## Capilla

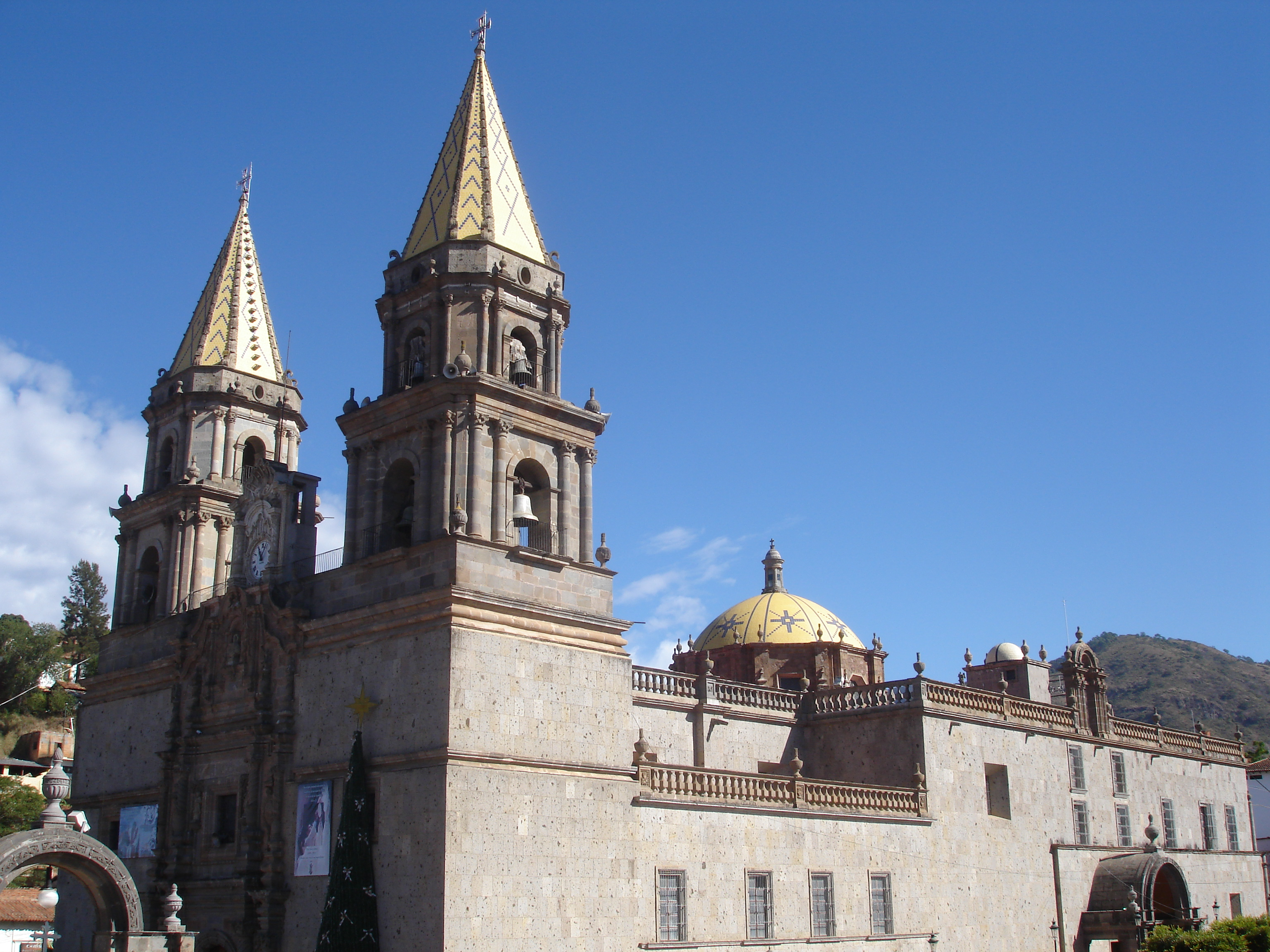
Basílica de Nuestra Señora del Rosario.

### Sitios de interés
| - El Santuario de la Virgen de Talpa: en estilo románico y neoclásico, data de 1782 - La Parroquia del Señor San José: en estilo colonial, construido en el año 1600. - La Capilla del Mineral de El Cuale: en estilo colonial, construido en 1870. - La Capilla de Concepción del Bramador: en estilo colonial. - La Capilla de la Resurrección. | - Santuario de la Virgen del Rosario. - El palacio municipal. - Las cataratas de Aranjuez. - Edificio de la Mexicana. |

### Romería
- Día de la Candelaria: del 25 de enero al 2 de febrero.
- Romería de Tecomán: primer domingo de marzo.
- Romería en honor al Señor San José: del 11 al 19 de marzo.
- Romería de Aniversario de la Coronación de la Virgen de Talpa: del 4 al 12 de mayo.

```
    Fiesta
```

- Fiesta de la Renovación:10 de septiembre "Baño de la Virgen"(Consiste en limpiar todas las joyas y cambiar la vestimenta de Ntra.Sra.del Rosario de Talpa) y del 11 al 19 de septiembre novenario de la Renovación.
- Fiestas patrias: el 15 y 16 de septiembre.
- Fiesta Litúrgica en honor a Nuestra Señora del Rosario de Talpa:7 de octubre
- Fiesta a la Virgen de Guadalupe: del 9 al 12 de diciembre.

## Ruta del peregrino

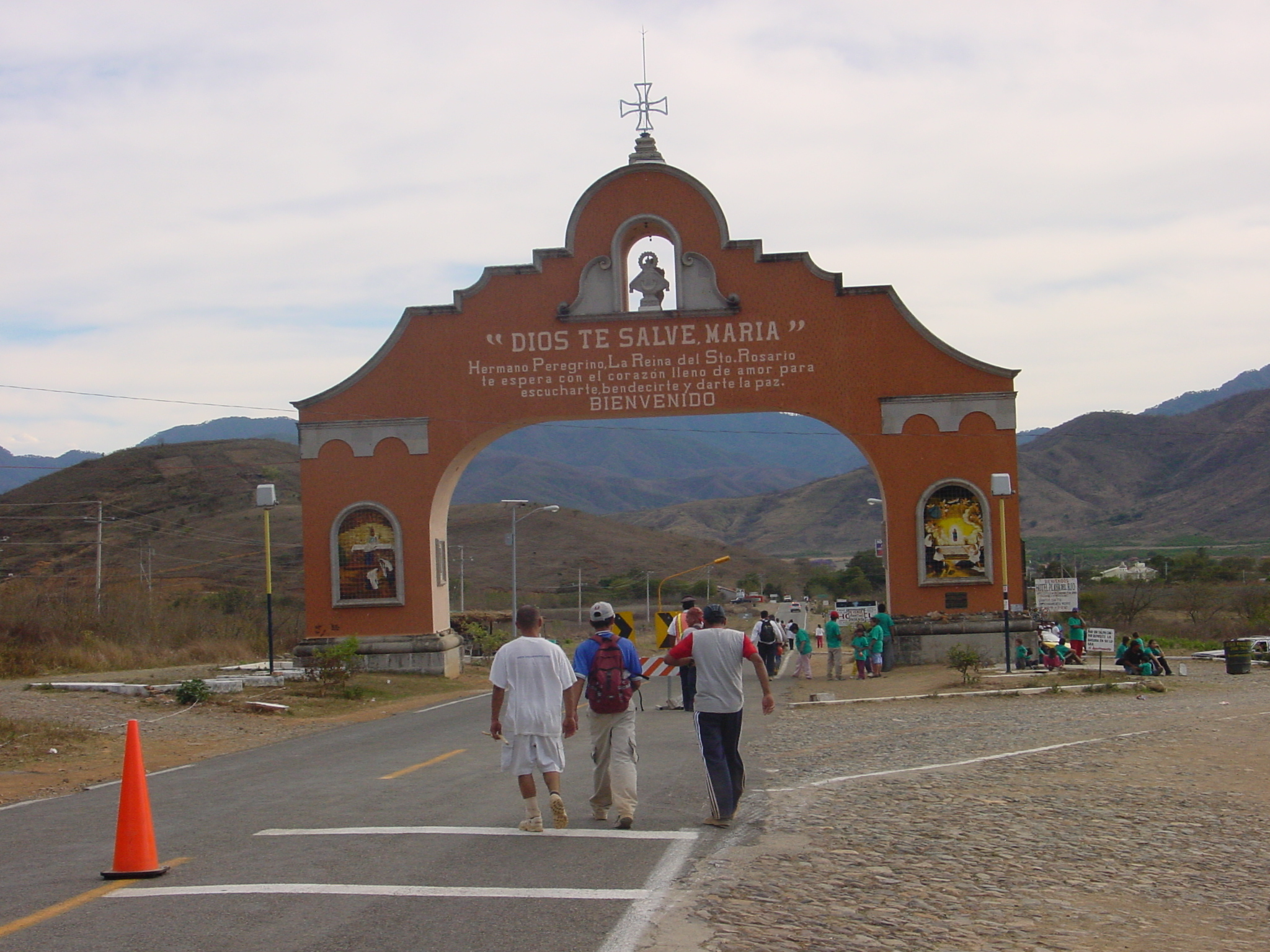
Entrada a Talpa de Allende.

La Ruta del Peregrino es un camino con más de 200 años de tradición, el cual recorre algunos municipios del estado de Jalisco, en México. Iniciando en la ciudad de Ameca, atraviesa algunas montañas de la Sierra Madre Occidental y termina en el pueblo de Talpa de Allende, específicamente en la Basílica de Nuestra Señora del Rosario.
Su longitud es de 117 kilómetros y es recorrida por alrededor de 3 millones de personas al año en el mes de marzo y particularmente en Semana Santa.
Este turismo religioso perduró durante mucho tiempo sin el reconocimiento o apoyo del sector gubernamental, hasta hace unos cuantos años. Con la ayuda de un equipo internacional de arquitectos y diseñadores, a los que se invitó para que diseñaran varias partes del proyecto, el gobierno de Jalisco ha dado su apoyo para que se instrumente la infraestructura necesaria para los peregrinos. Entre los que se incluyen: servicios básicos, alojamientos, observatorios y santuarios.

## Personas destacadas
| - José María Cuéllar, gobernador de Jalisco. - Manuel Ceballos, profesor. - Ernesto Ramo Meza, escritor. - Juan Valdez Verdía, doctor. | - Daniel Acosta Izquierdo, escritor. - José Francisco T. Agraz Gil, escritor. - Manuel de San Martín, clérigo. - Baudelio Bernal, doctor - Gustavo "Halcón" Peña Velazco, futbolista |

## Ciudades hermanas
La ciudad de Talpa de Allende está hermanada con las siguientes ciudades alrededor del mundo:
- Mascota, México (2015).[20]
- Lynwood, Estados Unidos (1998).[20]
- Tecomán, México (2006).[20]
- Comala, México (2007).[20]
- Tecalitlán, México (2011)[21]
- Compostela, México (2012).[20]
- Mazatlán, México (2016)[22]
- Tenamaxtlán, México (2016)[23][24]
- Manzanillo, México (2017)[25]